# القفيف
القفيف قرية من قرى محافظة الحناكية في منطقة المدينة المنورة في السعودية، تقع جنوب شرق المدينة المنورة  وتبعد عن المدينة المنورة حوالي 100 كم.